# Calomicrus espanoli
Calomicrus espanoli es un coleóptero de la familia Chrysomelidae.
Fue descrita científicamente por primera vez en 1963 por Codina Padilla.